# Olonne-sur-Mer
Olonne-sur-Mer er en kommune i Vendée departmentet Pays de la Loire regionen i det vestlige Frankrig.